# Zeuctocleora
Zeuctocleora là một chi bướm đêm thuộc họ Geometridae.